# 呂号第五十六潜水艦 (初代)
|          |                                                                |
| 艦歴     |                                                                |
| 計画     | 大正6年度計画                                                  |
| 起工     | 1920年7月10日                                                  |
| 進水     | 1921年5月11日                                                  |
| 就役     | 1922年1月16日                                                  |
| 除籍     | 1940年4月1日                                                   |
| その後   | 1940年4月1日廃潜第13号と仮称                                   |
| 性能諸元 |                                                                |
| 排水量   | 基準：893トン 常備：886.2トン 水中：1,075.2トン                |
| 全長     | 70.59m                                                         |
| 全幅     | 7.16m                                                          |
| 吃水     | 3.90m                                                          |
| 機関     | ヴィッカース式ディーゼル2基2軸 水上：2,400馬力 水中：1,600馬力 |
| 速力     | 水上：17kt 水中：10.2kt                                        |
| 航続距離 | 水上：10ktで5,500海里 水中：4ktで80海里                        |
| 燃料     | 重油                                                           |
| 乗員     | 45名                                                           |
| 兵装     | 短8cm高角砲1門 45cm魚雷発射管 艦首4門、舷側2門 魚雷10本        |
| 備考     | 安全潜航深度：60m                                              |

呂号第五十六潜水艦（ろごうだいごじゅうろくせんすいかん）は、日本海軍の潜水艦。呂五十三型潜水艦（L2型）の4番艦。竣工時の艦名は第三十潜水艦。

## 艦歴
1920年（大正9年）7月10日、三菱神戸造船所で起工。1921年（大正10年）5月11日進水。1922年（大正11年）1月16日竣工。竣工時の艦名は第三十潜水艦、二等潜水艦に類別。 1924年（大正13年）11月1日、呂号第五十六潜水艦に改称。1938年（昭和13年）6月1日、艦型名を呂五十三型に改正。1940年（昭和15年）4月1日に除籍され、廃潜第13号と仮称。
呂五十一型潜水艦に比べて、主機、電池などの国産化を進めた。

## 歴代艦長
※艦長等は『日本海軍史』第9巻・第10巻の「将官履歴」及び『官報』に基づく。

### 艤装員長
- 松岡弘人 少佐：1921年10月1日[5] - 1922年1月21日[6]

### 艦長
- 松岡弘人 少佐：1922年1月21日[6] - 12月1日[7]
- （心得）関本織之助 大尉：1922年12月1日[7] - 1923年12月1日[8]
- 関本織之助 少佐：1923年12月1日[8] - 1924年12月1日[9]
- 原田覚 大尉：1924年12月1日[9] - 1925年12月1日[10]
- 貴島盛次 大尉：1925年12月1日[10] - 1928年4月1日[11]
- 佐々木半九 大尉：1928年4月1日 - 1929年11月30日
- 長井満 少佐：1929年11月30日 - 1931年12月1日
- 小林一 大尉：1931年12月1日 - 1933年9月1日
- 永井宏明 少佐：1933年9月1日[12] - 1933年11月15日[13]
- （兼）山本皓 大尉：1933年11月15日[13] - 1934年11月15日[14]
- （兼）殿塚謹三 大尉：1934年11月15日[14] - 12月15日[15]